# Paisagem Protegida da Serra de Montejunto
A Paisagem Protegida da Serra de Montejunto é uma zona protegida, criada em 1999 caracterizada pela sua vegetação de interesse nacional, pelo valor da sua fauna contendo espécies ameaçadas assim como pelo seu valor em termos geológicos.A Paisagem Protegida tem uma dimensão territorial de 4847 hectares e está inserida nos concelhos do Cadaval e de Alenquer. Em termos administrativos abrange parcialmente seis freguesias (3 em cada concelho).
Constitui objetivo específico da Paisagem Protegida:
1. A conservação da Natureza e a valorização do património natural da serra de Montejunto como pressuposto de um desenvolvimento sustentável;
2. A promoção do repouso e do recreio ao ar livre em equilíbrio com os valores naturais salvaguardados.